# وینادیو
وینادیو (به ایتالیایی: Vinadio) یک کومونه در ایتالیا است که در استان کونیو واقع شده‌ است.

## خصوصیات
وینادیو ۱۸۳٫۰ کیلومترمربع مساحت و ۷۱۰ نفر جمعیت دارد و ۹۰۴ متر بالاتر از سطح دریا واقع شده‌است.